# رومان بيني
رومان بيني (بالفرنسية: Romain Beynié)‏ (6 مايو 1987 في ليون) لاعب كرة قدم فرنسي يلعب حاليا في نادي الدرجة الأولى توبيز البلجيكي في مركز الوسط المدافعمعاراً من نادي ليون الفرنسي.

## المسيرة الرياضية مع الأندية
بدأ بيني مسيرته الرياضية في نادي أربريسلي ثم انتقل إلى نادي ليون في سنة 2002 ليبدأ مسيرته الاحترافية. شارك في أول مبارياته الرسمية في بطولة دوري أبطال أوروبا أمام فريق روزينبورغ النرويجي في سنة 2005 كلاعب بديل عندما دخل في الدقيقة 90.
قبل بداية موسم 2007/2008 تم ترقية بيني إلى الفريق الأول وتم منحه القميص رقم 24 ولكنه لم يشارك في أي مباراة. في الموسم التالي وبسبب ترقية عدد من اللاعبين الناشئين فإن فرصة بيني في المشاركة أصبحت صعبة وبالتالي فقد وافق على الانتقال إلى نادي توبيز من أجل اكتساب بعض من خبرة اللعب على الرغم من أنه يصارع على عدم الهبوط من الدرجة الأولى البلجيكي. وقدم بيني أداء جيد المستوى حيث شارك في 13 مباراة في أول 16 مباراة كلاعب أساسي.

## المسيرة الرياضية مع المنتخبات
شارك بايلوت في صفوف منتخب فرنسا للشباب تحت 20 سنة في دورة طولون للشباب 2007 وما زال قانونيا لائقا للمشاركة في نهائيات بطولة كأس الأمم الأوروبية للشباب تحت 21 سنة التي ستقام في السويد سنة 2009 على الرغم من عدم استدعائه رسميا للمشاركة.

## روابط خارجية
- رومان بيني على موقع قاعدة بيانات كرة القدم.إي يو (الإنجليزية)
- رومان بيني على موقع Soccerway.com (الإنجليزية)
- رومان بيني على موقع كووورة